# Деми Ловато
Деметрия Девон Ловато, по-известна като Деми Ловато, е американска певица, актриса и авторка на песни.
Тя прави своя дебют като актриса в сериала Barney & Friends (2002 – 2004). През 2008 г. придобива известност с участието си във филма на Дисни Camp Rock. През същата година подписва договор с Hollywood Records и издава своя дебютен студиен албум Don't Forget. Албумът дебютира като номер 2 в Билборд 200 и е обявен за златен от Асоциацията на звукозаписната индустрия в Америка 5 месеца след премиерата му. През 2009 г. Ловато приема главна роля в сериала на Дисни – „Съни на алеята на славата“. По-късно същата година певицата записва втория си студиен албум Here We Go Again, който оглавява Билборд 200.
След участия и като гост звезда с малки роли в сериали и филми през 2010 г., Ловато влиза в рехабилитационна клиника заради психични и емоционални проблеми и слага края на актьорската си кариера. Завръща се към музикалната сцена с третия си студиен албум Unbroken през 2011 заедно с видеото на първия сингъл от албума – Skyscraper. През 2012 г. Деми се присъедини като съдия и ментор в американския The X Factor. През 2013 г. записва четвъртия си студиен албум Demi, предшестван от дебютния за албума сингъл Heart Attack.
През цялата си музикална кариера Ловато предприема няколко турнета. През 2008 г. тя е подгряващ изпълнител на Up Tour и Burnin' на Jonas Brothers на Best Damn Tour на Avril Lavigne. По-късно същата година тя започва първото си турне Warm Up Tour и има още 100 промоционални турнета в следващите години, като последното е Neon Lights Tour (2014). Нейната работа е отличена с десетки отличия, включително от MTV Video Music Awards и Teen Choice Awards. Извън работата си в музикалната индустрия Деми участва в благотворителни дейности чрез различни организации, а освен това тя има и своя кампания Stay Strong или още казано Love is Louder than The Pressures to be Perfect. През 2013 г. Ловато прави кавър на Moves like Jagger.

## Живот и кариера

### 2002 – 06 Ранен живот и кариера
Ловато е родена на 20 август 1992 г. в Албакърки, Ню Мексико. Родителите ѝ са Диана Харт де ла Гарза и кънтри певецът Патрик Ловато. Тя има по-голяма сестра Далас Ловато и по-малка полусестра, актрисата Медисън де ла Гарза. Израствайки в Далас, Тексас заедно с приятелката си Селена Гомез започва актьорската си кариера в детския телевизионен сериал Барни и приятели, играейки Анжела. Тя започва да свири на пиано на седемгодишна възраст и китара на десетгодишна възраст. В интервю за Ellen DeGeneres тя разкрива, че е била обект на тормоз толкова много, че се е наложило да мине на домашно обучение след 7-и клас. По-късно тя става говорител за организацията PACER бореща се с тормоза в училищата и се появява на Next Top Model заставайки срещу тормоза. Деми е страдала от хранителни разстройства и самонараняване преди да се справи с емоционалните и психическите си проблем и депресията.

### 2007 – 08: Camp Rock и Don't Forget
През 2007 г. и 2008 г. играе ролята на Шарлът Адамс в сериала на Дисни As The Bell Rings. През лятото на 2007 г. тя участва на прослушване и получава главната роля в Camp Rock, играейки Мичи Торес. Премиерата на филма е на 20 юни 2008. Същото лято Деми обяви първото си турне Demi live! Warm Up Tour след излизането на дебютния и албум. Също така тя се появява като подгряващ изпълнител на турнето на Jonas Brothers „Burnin“. Дебютният албум на певицата Don't Forget е издаден на 23 септември 2008 г. Той дебютира под номер 2 в Билборд 200 с 89 000 продадени копия през първата седмица. Десет от песните са написани заедно с Jonas Brothers. Албумът е сертифициран като златен, събирайки повече от 500 000 легални продадени копия на територията на Америка. Първият сингъл Get Back стига до номер 43 в Билборд 100. Вторият и последен сингъл е пилотното парче La La Land. Песента достига номер 52 в САЩ.

### 2009 – 10: Sonny With a Chance и Here We Go Again
През 2009 г. Деми Ловато, Селена Гомез, Майли Сайръс и Джонас Брадърс записват песента Send It On, която е включена в благотворителния саундтрак на Дисни Friends For Change. Hа 8 февруари дебютира сериалът Съни на алеята на славата, в който Ловато играе главната роля на момичето от Уисконсин Съни Монро. С тази роля актрисата привлича благоприятни сравнения с актрисата Майли Сайръс, а оттогава тя е определяна като модел за подражание. През юни тя играе в Програма за защита на принцесата като принцеса Розалинда заедно със Селена Гомез. Превръща се в третия филм с най-висок рейтинг на Дисни за годината с 8,5 милиона зрители. Сюжета е типичен за филмите на Дисни с позитивно послание за приятелство. Вторият студиен албум на Деми, Here We Go Again, е пуснат на 21 юли 2009 г. Албумът получава положителни рецензии от критиците. Той дебютира на върха на Billboard Hot 200 със 108 000 продадени копия през първата седмица, ставайки първия номер едно албум на певицата. Заедно с промотирането на албума Ловато започва Summer Tour 2009. Синглите Here We Go Again и Remember December се смятат за акценти от проекта. Първият сингъл достига 15-ата позиция в Billboard Hot 100 и номер 80 в класациите на Обединеното кралство.
През март 2010 г. Деми Ловато и Джо Джонас записват Make A Wave, втори сингъл за благотворителния саундтрак Friends For Change. По-късно същата година започва първата си международна обиколка и това е обиколката на Южна Америка. По-късно се присъединява към турнето на Jonas Brothers като подгряващ изпълнител. През май тя получава и малка роля в „Анатомията на Грей“. На 3 септември 2010 г. е премиерата Camp Rock 2: The Final Jam, когато Ловато повторя ролята си на Мичи Торес. Филмът получава 40% критична оценка от Rotten Tomatoes, а ролята на Деми е отбелязана като надеждна и привлекателена. Той има 8 милиона зрители след световната премиера, което го превръща в номер едно филм за годината. Музикален саундтрак е издаден на 10 август. Певицата има вокали в девет песни. Саундтракът дебютира под номер три в Билборд 200, с 41 000 продадени копия през първата седмица. Две седмици по-късно излиза и саундтрак на „Съни на алеята на славата“. Той дебютира под номер 163 в Билборд 200, което е най-ниският дебют на Деми до днес.

### 2010 – 2011: Нервен срив и Unbroken
На 30 октомври 2010 г. след телефонна раздяла с Джо Джонас, тя отменя турнето на Camp Rock 2 с участието на Jonas Brothers заради физически и емоционални проблеми. Певицата решава да влезе в рехабилитационна клиника, след като удря в лицето една от танцьорките си – Алекс Уелч. На 28 януари 2011 г. Деми излиза от клиниката, а по-късно признава, че страда от булимия, самонараняване и „самолечение“ от наркотици и алкохол. Ловато добавя, че напълняването е част от процеса на възстановяване. През април тя става редактор за списание Seventeen, описвайки личните си борби, насочени към тийнейджърките, тръгнали по нейния път.
Същия месец певицата обявява напускането си от „Съни на алеята на славата“ и прави пауза с актьорската си кариера. По-късно тя заявява, че е готова да се завърне в шоуто, когато се почувства сигурна, но това така и не става. Нейното напускане променя изцяло предаването и то се превръща в „Чиста случайност“ със същите актьори с изключение на Ловато, но впоследствие бива свалено от ефир след един сезон.
Unbroken се казва третият студиен албум на певицата, издаден на 20 септември 2011 г. Работата по траковете започва през юли 2010 г. Тя съчетава по-малко рок и повече R&B мотиви. Получава смесени отзиви от критиците, които идентифицират ръст в музикалната кариера на певицата. Първият сингъл Skyscraper получава световно признание за своето послание и достига номер 10 в Библорд 100. Вторият и последен сингъл от албума „Give Your Heart A Break“ привлича благоприятни сравнения с Мадона и достига номер 16 в САЩ. И двата сингъла стават платинени за по-малко от 6 месеца след премиерата си. Деми стартира концертното си турне „Summer Tour 2012“ през юни и го приключва през септември. Турнето включва концерти в Северна и Южна Америка. През юли 2012 г. Skyscraper печели наградата за „Най-добър видеоклип с послание за 2012“ на MTV Video Music Awards, по-известни като VMA.

### 2012 – 13: The X Factor и Demi
През март 2012 г. MTV излъчва специален документален филм – Stay Strong – за времето, прекарано от Ловато в рехабилитация, и възстановяването ѝ. През април Ловато започва работа по четвъртия си студиен албум. По време на „Minnesota State Fair“ през август тя обявява плановете си да продължи да работи след изявата си на видео-музикалните награди на MTV за 2012 г., но това така и не се случва. Ловато коментира, че е „уморена от всичкия дъб-степ, който звучи по радиото в момента“ и че „иска музиката ѝ да израсне с нея“. През май 2012 г. Ловато е наета като съдия във втория сезон на американската версия на X Factor, като се съобщава, че ще получи хонорар от 1 милион долара, присъединявайки се към новата съдия Бритни Спиърс и познатите съдии Simon Cowell и L.A. Reid; спекулира се, че нейното присъединяване е с цел да се привлече по-млада публика. Тя е ментор на „Младежите“. Последният ѝ участник – СиСи Фрей, завършва на шесто място.
На 24 декември 2012 г. Ловато публикува видео с изпълнението си на Angels Among Us в YouTube акаунта си, което изпълнение посвещава на жертвите от стрелбата в Основно училище „Sandy Hook“. През януари 2013 г. е съобщено, че от една година Ловато пребивава в място за живот в трезвеност, тъй като чувства, че това е най-добрият начин да избегне повторното връщане към зависимостите си и хранителното си разстройство. На 24 февруари Heart Attack е пусната премиерно в радио шоуто на Раян Сикрест като водещия сингъл от четвъртия албум на звездата – Demi. Песента е адмирирана поради това, че включва и електропоп стилове, и акустичен съпровод на китара и барабани.
Тя дебютира на 12-а позиция в класацията „Hot 100“ на американската класация Billboard с продажби през първата седмица 215 хиляди копия. Постигайки това, песента става третата най-висока по продажби по време на първата седмица, оставайки зад песента на Джъстин Тимбърлейк „Suit & Tie“ и тази на Ариана Гранде – „The Way“. След това, песента се изкачва до номер 10 в САЩ. Освен това тя постига международен успех на няколко различни пазара, включително тези на Испания и Австралия.
Албумът Demi излиза на 10 май 2013 г. Различавайки се от R&B стиловете, включени в Unbroken, албумът главно включва електропоп и тийн поп елементи. Преходът е оценен от Джон Кармайкъл от Ню Йорк Таймс заради забавната си природа, въпреки че по мнение на Ентъртейнмънт Уийкли той е създал на Ловато по-незрял образ. Албумът дебютира под номер 3 в „Billboard 200“ с продажби от 110 хиляди копия през първата седмица, превръщайки я в дебютната седмица с най-добри продажби в кариерата на Ловато. Албумът придобива приемлив международен успех, появявайки се в Топ 10 на територията на страни като Нова Зеландия, Испания и Великобритания.
На 11 юни Деми Ловато пуска ексклузивна електронна книга за iBooks, също озаглавена Demi. Вторият сингъл от албума, Made in the USA, е пуснат на 17 юли, за да съвпадне с Деня на независимостта. Ловато участва в режисурата на музикалното видео, като това става режисьорският ѝ дебют. Тя също подпомага и саундтрака към филма The Mortal Instruments: City of Bones, записвайки песента Heart by Heart.
Третият сезон на X Factor е предвиден да започне на 11 септември 2013 г. с Ловато като ментор. На 22 август е съобщено, че Ловато е подписала договор за участие в най-малко 6 епизода от петия сезон на Glee. Ловато играе ролята на бореща се актриса от Ню Йорк – Дани, която се сприятелява с Rachel Berry (Лиа Мишел), с новодошлия герой на Адам Ламбърт и става новото гадже на Santana Lopez (Naya Rivera), която е лесбийка.

### 2015 – 16: „Confident“ & Future Now Tour
През май Деми Ловато и Ник Джонас стартитат собствена звукозаписна компания под името „Safe House Records“.
На 1 юли дебютира дългоочакваният нов сингъл на певицата, озаглавен „Cool For The Summer“ от предстоящия и албум, а на 18 септември и 2-рия сънгъл от едноименния албум „Confident“.
На 16 октомври своята премиера получава петият студиен албум на Ловато – „Confident“. Албумът получава много положителни оценки от музикалните критици, дебютира на 2-ро място в Америка и регистрира 98 000 продажби през първата седмица. Относно музикалния проект певицата казва: „Никога не съм била по-сигурна в себе си като артист“. На 17 октомври певицата участва в хитовото предаване „Saturday Night Live“, където изпълнява ''Cool For The Summer''/„Confident“ и третия сингъл „Stone Cold“, който впоследствие не е издаден.

## 2017: „Sorry Not Sorry“ & „Tell Me You Love Me“
На 11 юли Ловато пуска първия сингъл от новия си албум. Той носи името „Sorry Not Sorry“.
Името на шестия по ред албум на певицата е „Tell Me You Love Me“. Той е пуснат официално в продажба на 29 септември 2017 г. Албумът става № 1 в iTunes само за 15 минути. Албумът има над 45 хиляди продадени копия през първата седмица в САЩ и общо около 98 хиляди продадени копия по света.

## Личен живот
Ловато и актьорът Макс Ерик имат връзка през 2020 г.
През март 2021 г. се разкрива като пансексуална и полово флуидна. През май 2021 г. се обявява за небинарна и пожелава да се обръщат към нея с местоименията те/тях.

## Дискография

### Студийни албуми
- „Don't Forget“ (2008)
- „Here We Go Again“ (2009)
- „Unbroken“ (2011)
- „Demi“ (2013)
- „Confident“ (2015)
- „Tell Me You Love Me“ (2017)
- „Dancing with the Devil... the Art of Starting Over“ (2021)
- „HOLY FVCK“ (2022)
- „REVAMPED“ (2023)

### Саундтрак албуми
- „Camp Rock“ (2008)
- „Camp Rock 2: The Final Jam“ (2010)

### Сингли
- „This Is Me“ (2008)
- „Get Back“ (2008)
- „La La Land“ (2009)
- „Don't Forget“ (2009)
- „Here We Go Again“ (2009)
- „Remember December“ (2010)
- Gift of a friend (2010)
- „Wouldn't Change a Thing“ (2010)
- „Skyscraper“ (2011)
- „Give Your Heart a Break“ (2012)
- „Heart Attack“ (2013)
- „Made in the USA“ (2013)
- „Let It Go“ (2013)
- „Neon Lights“ (2013)
- Warrior (2014)
- Nightingale (2014)
- „Really Don't Care“ (2014)
- „Cool For The Summer“ (2015)
- „Confident“ (2015)
- Waitin for you с участието на Sirah (2015)
- Body Say (2016)
- „Stone Cold“ (2016)
- Sorry Not Sorry (2017)
- Tell Me You Love Me (2017)
- Echame La Culpa (с участието на Luis Fonsi) (2017)
- Sober (2018)
- Anyone (Live From The 62nd GRAMMY Awards) (2020)
- Anyone (2020)
- I Love Me (2020)
- I’m Ready (със Sam Smith) (2020)
- OK Not To Be OK (2021)
- Still Have Me (2021)
- Commander In Chief (2021)
- What Other People Say (със Sam Fischer) (2021)
- Dancing With The Devil (2021)
- Met Him Last Night (с Ariana Grande) (2021)
- Breakdown (с G-Easy) (2021)
- fimmy (fuck it, i miss you Live) (с Winnetka Bowling League) (2022)
- Skin of my Teeth (2022)
- SUBSTANCE (2022)
- 29 (2022)
- Still Alive (From the Original Motion Picture Scream VI) (2023)
- SWINE (2023)
- Let Me Down Easy (2023)
- You'll Be OK, Kid (From the Original Documentary "Child Star") (2024)

## Видеоклипове
| Видеоклип                              | Премиера | Албум                                            |  |
| -------------------------------------- | -------- | ------------------------------------------------ |  |
| Get Back                               | 2008     | Don't Forget                                     |  |
| La La Land                             | 2008     | Don't Forget                                     |  |
| Don't Forget                           | 2009     | Don't Forget                                     |  |
| Here We Go Again                       | 2009     | Here We Go Again                                 |  |
| Remember December                      | 2009     | Here We Go Again                                 |  |
| Skyscraper                             | 2011     | Unbroken                                         |  |
| Give Your Heart A Break                | 2012     | Unbroken                                         |  |
| Heart Attack                           | 2013     | Demi                                             |  |
| Made in the USA                        | 2013     | Demi                                             |  |
| Let It Go                              | 2013     | Frozen                                           |  |
| Neon Lights                            | 2013     | Demi                                             |  |
| Really Don't Care                      | 2014     | Demi                                             |  |
| Nightingale                            | 2014     | Demi                                             |  |
| Cool For The Summer                    | 2015     | Confident                                        |  |
| Confident                              | 2015     | Confident                                        |  |
| Waitin' For You                        | 2015     | Confident                                        |  |
| Stone Cold                             | 2016     | Confident                                        |  |
| Body Say                               | 2016     | Confident                                        |  |
| Sorry Not Sorry                        | 2017     | Tell Me You Love Me                              |  |
| I Love Me                              | 2020     | Dancing With The Devil… The Art of Starting Over |  |
| It’s Ok Not to be Ok                   | 2020     |                                                  |  |
| What Other People Say (Ft. Sam Fisher) | 2021     | Dancing With The Devil… The Art of Starting Over |  |
| Dancing With The Devil                 | 2021     | Dancing With The Devil… The Art of Starting Over |  |
| Melon Cake                             | 2021     | Dancing With The Devil… The Art of Starting Over |  |
| Skin of my Teeth                       | 2022     | HOLY FVCK                                        |  |
| SUBSTANCE                              | 2022     | HOLY FVCK                                        |  |
| 29                                     | 2022     | Vevo Presents                                    |  |
| Still Alive                            | 2023     | -                                                |  |

## Турнета
- „Demi Live! Warm Up Tour“ (2008)
- „Demi Lovato: Live in Concert“ (2009 – 2010)
- „A Special Night with Demi Lovato“ (2011 – 2013)
- „The Neon Lights Tour“ (2014)
- „Demi World Tour“ (2014 – 2015)
- „Future Now Tour“ (2016)
- „Tell Me You Love Me World Tour“ (2018)
- „HOLY FVCK Tour“ (2022)